# Kanton Montaigu
Kanton Montaigu (fr. Canton de Montaigu) je francouzský kanton v departementu Vendée v regionu Pays de la Loire. Tvoří ho 10 obcí.

## Obce kantonu
- La Bernardière
- La Boissière-de-Montaigu
- Boufféré
- La Bruffière
- Cugand
- La Guyonnière
- Montaigu
- Saint-Georges-de-Montaigu
- Saint-Hilaire-de-Loulay
- Treize-Septiers